# Горњи Броди
Горњи Броди (грч. Άνω Βροντού, Ано Вронду) је село у североисточној Грчкој. Налази се у општини Сер, која припада округу Сер у грчкој покрајини Средишњој Македонији.

## Историја
Током позног средњег века на том месту је постојао стари град Вронд (Вронт), који је првобитно био под византијском влашћу, а потом су га око 1345. године освојили Срби. За време владавине Стефана Душана (1331-1355), град Вронд и суседни град Трилис налазили су се под управом кефалије Рајка (1345), а у црквеном погледу су потпадали под локалног епископа Кипријана који је носио титулу феремски (грч. ἐπίσκοπος Φερεμών). За време владавине цара Уроша (1355-1371), то подручје је било део Серске области којом је владао деспот Угљеша. Након успостављања османске власти крајем 14. века, место је почело да губи значај и временом се свело на данашње село.

## Становништво
Према бугарском географу и историчару, Василу Канчову, у Горњем Бродију је 1900. године живело 6.100 Словена хришћана. Током Другог балканског и Првог светског рата село је настрадало и већи део мештана је избегао у бугарски део Македоније, тако је после рата остало 1.122 житеља. Године 1924. принудно је исељено 739 мештана а на њихово место је насељено 85 грчких избегличких породица, укупно 285 особа. На попису из 1928. Горњи Броди је мешовито словенско-грчко насеље са 887 становника. За време Другог светског и Грчког грађанског рата село је поново страдало и преостали Словени су избегли у бугарски део Македоније. Горњи Броди је 1951. године имао 384 становника.